# Мкртчян Наталя В'ячеславівна

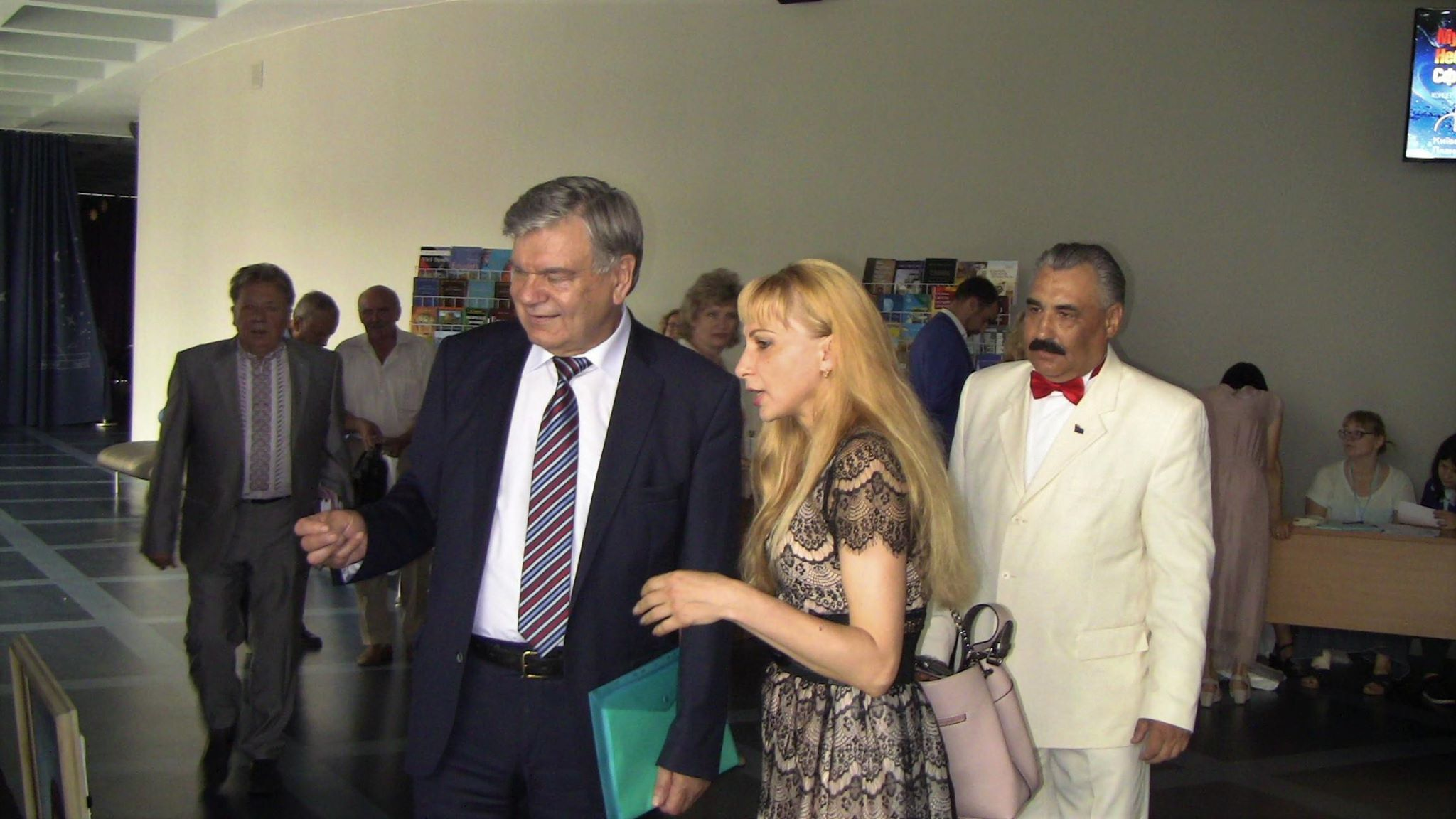
Наталя Мкртчян з академіком Василем Кременем

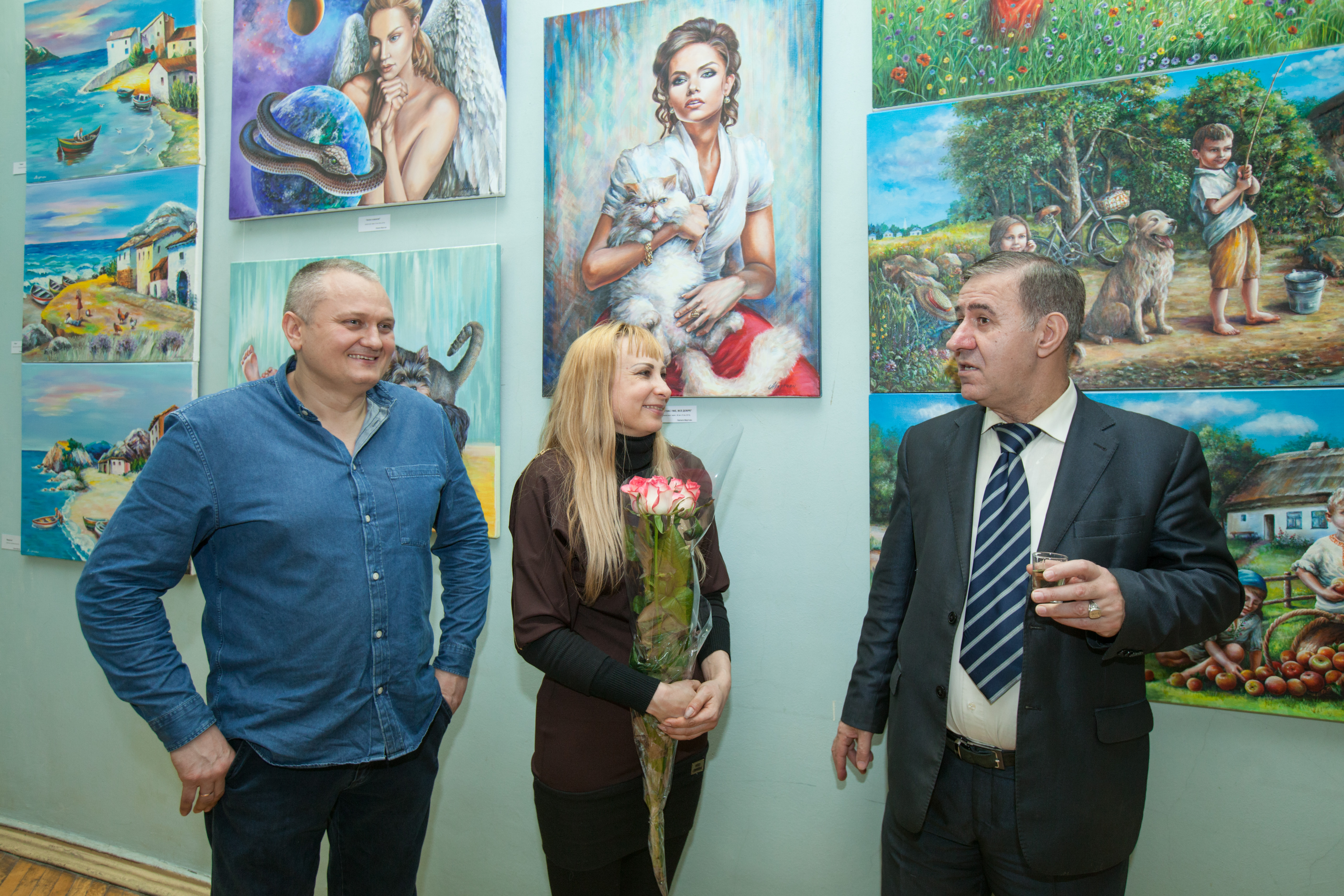
З відкриттям виставки Наталю Мкртчян вітає Народний артист СРСР, доктор мистецтвознавства Валерій Степанян-Григоренко

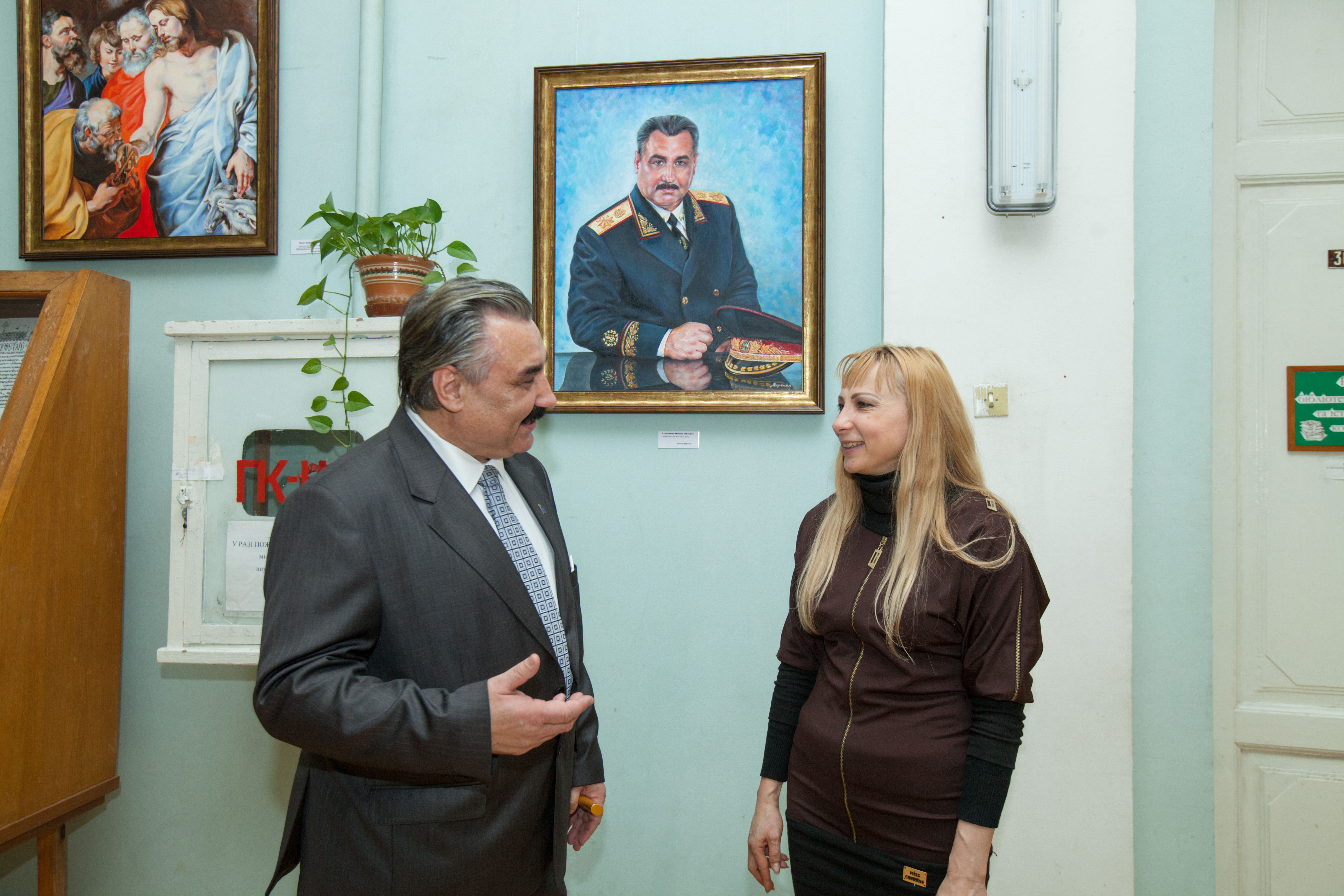
Свої привітання Наталі Мкртчян висловив відомий український письменник- публіцист Микола Степаненко

Наталя В'ячеславівна Нікітіна, у шлюбі Мкртчян — сучасна українська художниця, живописиця, лауреатка Міжнародної премії імені Володимира Винниченка (2019).

## Життєпис
Народилася 30 грудня 1969 року в м. Гребінка, Полтавська область.
- 1979—1985 роки навчання в Кременчуцькій художній школі імені О. Д. Литовченка (Кременчук). Педагог: Заслужений художник України Дружко Володимир Іванович.
- 1979—1985 роки працювала художницею-оформлювачкою на Кременчуцькому автомобільному заводі.
- 1987—1992 роки викладала малювання для дітей у художній студії м. Кременчука.
- з 2005 року директор Центру досліджень культурної дипломатії Міждержавного інституту українсько-казахстанських відносин імені Н. А. Назарбаєва[1].

Член Національної спілки журналістів України.

## Основні твори
- «Тигр», 2015, полотно — льон, олія, 70х100 см;
- «Відень, вулиця Грабен», 2015, полотно — льон, олія, 60х80 см;
- «Україна», 2016, полотно — льон, олія, 60х120 см;
- «Україна, Лебедівка», 2016, полотно — льон, олія, 60х120 см;
- «Прага, Староміська площа», 2016, полотно — льон, акрил, 70х90 см;
- «Венеція», 2016, полотно — льон, олія, 80х110 см;
- «Греція, Кіпр», 2016, полотно — льон, олія, 70х90 см;
- «Чайки» 2016, полотно — льон, олія, 60х80 см;
- «Літо», 2016, полотно — льон, масло, 60х80 см;
- «Відпустка», 2016, полотно — льон, олія, 65х80 см;
- «Причал», 2016, полотно — льон, олія, 60х80 см;
- «Скрипалька», 2016, полотно — льон, олія, 80х110 см;
- «Вірсавія і Давид», 2016, полотно — льон, олія, 135х95 см;
- «Жовті квіти», 2016, полотно — льон, олія, 80х60 см;
- «Папуги», 2016, полотно — льон, акрил, 95х75 см;
- «Цар звірів», 2016, полотно — льон, акрил, 100х100 см;
- «Родина», 2016, полотно — льон, акрил, 75х50 см;
- «Навіщо ти прийшов нам заважати», 2017, полотно — льон, олія, 110х80 см;
- «Павук», 2017, полотно — льон, олія, 50х75 см;
- «Маркіза де Помпадур», 2017, полотно — льон, олія, 70х60 см;
- «Гетьман Микола Степаненко», 2017, полотно — льон, олія, 80х65 см;
- «Рим», 2017, полотно — льон, олія, 45х55 см;
- «Повернення Діани з полювання», копія з картини Пітера Пауля Рубенса, 2017, полотно — льон, олія, 80х110 см;
- «Одного разу в Європі», 2017, полотно — льон, олія, 100х100 см;
- «Мисливиця за орлом», 2017, полотно — льон, акрил, 80 см х 100 см;
- «Вершники пустелі», 2017, полотно — льон, олія, 100х130 см;
- «Жива вода», 2017, полотно — льон, акрил, 70х95 см;
- «Дружна сім'я», 2017, полотно — льон, акрил, 75х95 см;
- «День народження друга», 2017, полотно — льон, олія, 100х100 см;
- «Вручення ключів від чистилища і раю святому Петру», копія з картини Пітера Пауля Рубенса, 2017, полотно — льон, олія, 80х65 см;
- «Рибалка», 2017, полотно — льон, олія, 60х120 см;
- «А в нас уже, все добре», 2017, полотно — льон, акрил, 95х70 см;
- «Все буде добре», 2017, полотно — льон, акрил, 80х65 см;
- «Ангел, який молиться», 2017, полотно — льон, акрил, 75х95 см;
- «Дівчина з кроликом», 2017, полотно — льон, акрил, 80х65 см;
- «Новий рік», 2018, полотно — льон, олія, 100х100 см;
- «Українська Мадонна», 2018, полотно — льон, олія, 130х100 см;
- «Нурсултан Абішевич Назарбаєв», 2018, полотно — льон, олія, 90х70 см;
- «Олесь Гончар», 2018, полотно — льон, олія, 80х70 см;
- «Відпустка у Відні», 2018, полотно — льон, олія, 60х90 см;
- «Іван Шуляк», 2018, полотно — льон, олія, 60х80 см;
- «Самі вдома», 2018, полотно — льон, олія, 95х70 см;
- «Купив коня», 2018, полотно — льон, олія, 70х95 см;
- «Василь Кушерець», 2018, полотно — льон, олія, 60х80 см;
- «Академік Василь Кремень», 2018, полотно — льон, олія, 60х80 см;
- «Перший Президент Республіки Казахстан Нурсултан Назарбаєв», 2018, полотно — льон, олія, 90х70 см;
- «Дівчина-казашка з домброю», 2018, полотно — льон, олія, 100х130 см;
- «Батири казахського степу», 2018, полотно — льон, олія, 100х130 см;
- «Ер-Таргин», 2018, полотно — льон, олія, 100х130 см;
- «Киз куу», 2018, полотно — льон, олія, 100х130 см;
- «Беркутучі», 2018, полотно — льон, олія, 100х130 см;
- «Гризуни науки», 2018, полотно — льон, олія, 80х65 см;
- «Леонід Данилович Кучма», 2018, полотно — льон, олія, 80х65 см;
- «Лісова пісня», 2019, полотно — льон, олія, 95х75 см;
- «Тарас Григорович Шевченко», 2019, полотно — льон, олія, 95х75 см.

## Участь у виставках
- 2017 Всесвітній форум мистецтв, Москва, Росія[3];
- 2017 Міжнародна виставка портретного мистецтва, Москва, Росія[4];
- 2017 Міжнародний ярмарок і виставка-конкурс в Анкарі, Майданчик проведення «Тижня Мистецтв у Туреччині» та «Артанкара 2017» — міжнародний виставковий центр «АТО Конгрезіум»[5];
- 2017 Російський тиждень мистецтв, Москва[6];
- 2017 Тиждень мистецтв у Китаї, Пекін[7];
- 2017 Білоруський тиждень мистецтв, Мінськ[8];
- 2017 Український тиждень мистецтв, Київ[9][10];
- 2017 Тиждень мистецтв і пленер, Любляна, Словенія[11];
- 2017 «Арт-портрет» Міжнародний конкурс портретного мистецтва, Санкт-Петербург, Росія[12];
- 2017 Тиждень мистецтв, «У гостях у П'єра Кардена», Лакоста, Франція[13];
- 2017 Міжнародна виставка-конкурс анімалістичного мистецтва «ZOO ARTS/ПОРТРЕТ ТВАРИНИ», Москва, Росія[14];
- 2017 Міжнародна виставка-конкурс сучасного мистецтва, Москва, Росія[15];
- 2017 VII Міжнародна виставка-конкурс портретного мистецтва «Art Portrait Club», Москва, Росія[16];
- 2017 Міжнародна виставка-конкурс сучасного еротичного мистецтва «АРТ-ЛЮБОВ/ART LOVE FORUM», Москва, Росія[17];
- 2017 XV Міжнародна виставка-конкурс сучасного мистецтва «Український тиждень мистецтв», Київ[18];
- 2017 Художня виставка конкурс «Арабський казковий світ», Київ[19].
- 2018 Виставка в бібліотеці Київського національного університету імені Шевченка, Київ;
- 2018 XVI Міжнародна виставка — конкурс сучасного мистецтва «Український Тиждень Мистецтв» / Ukrainian Art Week, Київ[20];
- 2018 Міжнародна виставка-конкурс анімалістичного мистецтва «ZOO ARTS/ПОРТРЕТ ТВАРИНИ», Москва, Росія[21];
- 2018 Художня виставка живопису та графіки «Подорож Європою», Кременчук[22];
- 2018 Міжнародна виставка-конкурс сучасного мистецтва «Неділя Мистецтв на Кіпрі», Нікосія[23];
- 2018 Міжнародна виставка-конкурс сучасного мистецтва «Неділя Мистецтв у Китаї», Пекін[24];
- 2019 Міжнародна виставка-конкурс сучасного мистецтва «Неділя Мистецтв в Ізраїлі», Тель-Авів[25].

## Персональні виставки
- 2017 Персональна виставка, Картинна галерея «Наталі Юзефович», м. Кременчук Полтавської області[26];
- 2017—2018 Персональна виставка, Національна бібліотека України імені В. І. Вернадського, Київ[27];
- 2018 Персональна виставка, Товариство «Знання» України, Київ[28];
- 2018 Персональна виставка, Національна академія педагогічних наук України, Київ[29];
- 2018 Персональна виставка, Музей видатних діячів української культури, Київ[30];
- 2018 Персональна виставка, готель «Fairmont Grand Hotel Kyiv», Київ[31];
- 2018 Персональна виставка, Київський планетарій, Київ[32];
- 2019 Картинна галерея «Наталі Мкртчян», Київський планетарій, Київ[33];
- 2019 Персональна виставка, Київський Будинок вчених НАН України;
- 2019 Персональна виставка, Кременчуцька міська художня галерея[34];
- 2019 Персональна виставка, Український фонд культури імені Бориса Олійника[35];
- 2019 Персональна виставка, Харківський обласний організаційно-методичний центр культури і мистецтва[36];
- 2019—2020 Персональна виставка, Президентський фонд Леоніда Кучми «Україна»[37].

## Відгуки
|                                                                                          | Одразу привертає увагу глядачів портрет відомого письменника, генерала Миколи Івановича Степаненка, в якому авторка не лише точно відтворила зовнішні риси портретованого, а й створила образ активної, вольової людини. Наталя Мкртчян сміливо опановує і надзвичайно складну міфологічну тематику в багатофігурних композиціях – «Повернення Діани з полювання». Картина написана під враженням від блискучих полотен її улюбленого живописця Пітера Пауля Рубенса. Своє захоплення красою європейської стародавньої архітектури художниця передала в детально виписаних пейзажах «Рим», «Венеція», «Відень», «Прага. Староміська площа». Яскраво написані картини «Чайки», «Відпустка», «Літо», які містять елементи жанрового живопису. Українська тематика на виставці представлена видовженими по горизонталі трьома полотнами – «Україна», «Рибалка» і «Лебедівка», які оригінально експоновані у вигляді мальовничого жанрового панно, видовженого по вертикалі. |
| — Відділ образотворчих мистецтв Національної бібліотеки України імені В.І. Вернадського, | |

| | Я з захопленням дивлюсь на ці прекрасні картини, надзвичайно колоритні, красиві і мені дуже приємно, що виставка відбувається в стінах Товариства «Знання» України. Я щиро вдячний художнику за те, що така потужна творчість під егідою Товариства «Знання» України. |
| — Президент НАПН України, академік НАН України, Президент Товариства «Знання» України Василь Кремень, | |

| | Кожна робота її, це яскравий талант переконує в її можливостях надзвичайно могутніх. І цікаво, що вона зовсім ще молода людина, а які подивіться глибокі філософські вона піднімає в цих роботах. Це говорить про духовну зрілість людини, відповідальність, так як кожний твір він повинен нести не тільки емоційну, а й філософську думку, і в її роботах просліджується і оці емоція і філософія. |
| — Заслужений художник України, Заслужений діяч науки і техніки України, лауреат Державної премії України в галузі науки і техніки, доктор медичних наук, професор, почесний академік Національної академії мистецтв України Анатолій Радзіховський, | |

|                                                  | Ось і я, прийшовши сьогодні на вернісаж Наталі Мкртчян, задумався: «А чому саме так вона назвала свою персональну виставку - «Все буде добре». А потім, уважно вивчивши її прекрасні картини, ретельно виписані полотна, зрозумів: «А по-іншому і бути не може, раз на моєму творчому шляху зустрічаються такі надзвичайно добрі і світлі люди, як Наталя! І саме заради таких, як вона, є сенс практично щодня розчохляти свою стареньку відеокамеру і знімати, знімати, знімати... Собі на радість і шанувальникам високого мистецтва - в задоволення». |
| — Заслужений журналіст України Сергій Комісаров, | |

|                                                                                          | Головне, на мій погляд, про що говорять ці роботи, що перед нами талановита художниця, яка багато працює, тому що такі роботи виписати потрібен час, потрібні зусилля, потрібна серйозна робота. |
| — Завідувач Відділу образотворчих мистецтв НБУВ кандидат мистецтвознавства Гліб Юхимець, | |

| | Головна риса характеру цієї жінки – любов до дітей, любов до тварин, любов до життя. Світлі почуття до всього прекрасного передають і її полотна. |
| — Директор Міждержавного інституту українсько-казахстанських відносин імені Н.А.Назарбаєва, генерал Микола Степаненко, | |

|                                                                    | Дізналася я про це на відкритті персональної виставки української художниці Наталі Мкртчян. Кажуть, хочеш дізнатися, що відбувається в країні, подивися на її сучасне мистецтво. І я подивилася. На картини Наталі. І зрозуміла, що поки в Україні є такі художники, в нашій країні ще «все буде добре». Яскраве втілення образів, теплі фарби, світлі сюжети... |
| — Головний редактор журналу «Культурний тренд» Вікторія Степанець, | |

| | На картинах діти, ми бачимо їх щасливі обличчя. Художник дуже тонко передає настрій цих дітей, їхні неповторні посмішки, очі, які виблискують як зірки. Я в захваті, тому що рідко коли на картинах побачиш зображення дітей. |
| — Член Національної спілки кінематографістів України, Народний артист СРСР, доктор мистецтвознавства, Лауреат премії ім. Т.Г. Шевченка Валерій Степанян-Григоренко, | |

## Нагороди
- 2014 — Медаль «За вірність заповітам Кобзаря», Рішення Президії Правління Українського фонду культури № 9/03 від 07 березня 2014 року;
- 2017 — І місце в номінації «Класичний портрет» на Міжнародній виставці портретного мистецтва в Російській Федерації, м. Москва[40];
- 2017 — І місце в номінації «Жанрова картина» на Тижні мистецтв у Китайській Народній Республіці, м. Пекін[41];
- 2017 — І місце в номінації «Портрети в класичному стилі» на Білоруському тижні мистецтв, м. Мінськ[42];
- 2017 — І місце в номінації «Жанрова картина», III місце в номінації «Жанрова картина», III місце в номінації «Портрет» на Українському тижні мистецтв у м. Києві[43];
- 2017 — І місце в номінації «Сюжетний портрет» на Міжнародному конкурсі портретного мистецтва в Російській Федерації, м. Санкт-Петербург[44];
- 2017 — III місце в номінації «Жанровий живопис» на Тижні мистецтв у Франції, м. Лакоста[45];
- 2017 — ІІ місце в номінації «Сюжетний портрет» на VII Міжнародній виставці-конкурсі портретного мистецтва «Art Portrait Club», м. Москва[46];
- 2017 — І місце в номінації «Жанр» на Міжнародній виставці-конкурсі сучасного еротичного мистецтва «АРТ-ЛЮБОВ/ART LOVE FORUM», м. Москва[47];
- 2017 — ІІ місце в номінації «Жанрова картина» на XV Міжнародній виставці-конкурсі сучасного мистецтва «Український тиждень мистецтв» за підтримки Національної спілки художників України та Національної спілки архітекторів України, м. Київ[18];
- 2018 — І місце в номінації «Людина і тварина» на Міжнародній виставці-конкурсі анімалістичного мистецтва «ZOO ARTS/ПОРТРЕТ ТВАРИНИ», м. Москва[21];
- 2018 — І місце в номінації «Портрети в класичному стилі» на Міжнародній виставці-конкурсі сучасного мистецтва «Неділя Мистецтв на Кіпрі», м. Нікос[48];
- 2018 — ІІ місце в номінації «Суспільство і людина» на Міжнародній виставці-конкурсі сучасного мистецтва «Неділя Мистецтв у Китаї», м. Пекін[24];
- 2018 — Почесна відзнака «За особливі заслуги», Рішення Президії Товариства «Знання» України від 22 червня 2018 року[49];
- 2018 — Медаль «За служіння мистецтву» № 195, Наказ № 49  Правління Всеукраїнського об'єднання  «Країна» від 27 жовтня 2018 року[50];
- 2018 — Почесна грамота Національної академії педагогічних наук України, Рішення Президії від 15 листопада 2018 року[51];
- 2019 — Міжнародна премія імені Володимира Винниченка.

## Твори

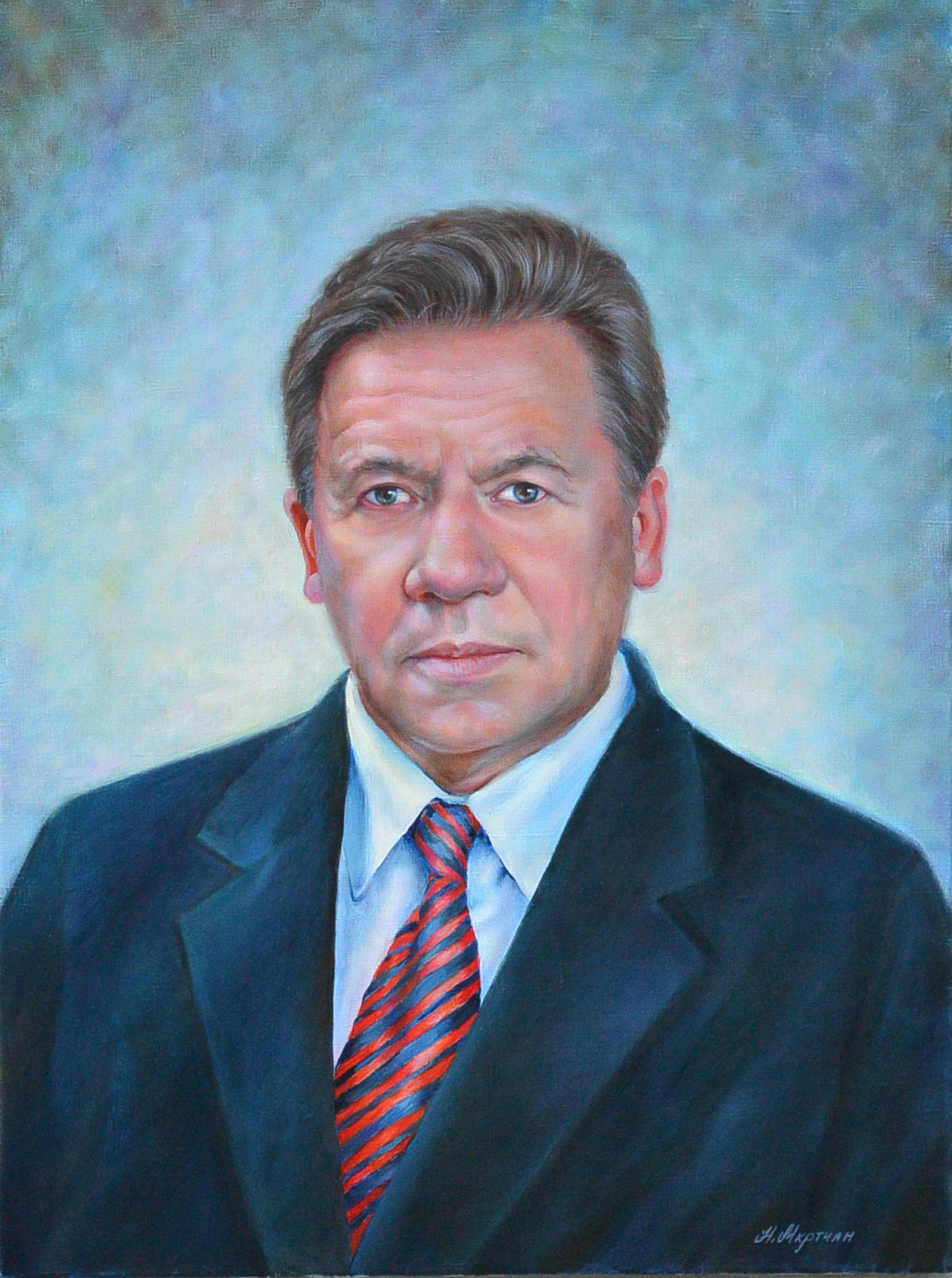
«Василь Кушерець», 2018, полотно – льон, олія, 60х80 см.